# 科哈尼夫卡 (阿納尼耶夫區)
47°36′51″N 30°0′28″E / 47.61417°N 30.00778°E
科哈尼夫卡（烏克蘭語：Коханівка）是位於烏克蘭西南部的村莊，由敖德萨州波季利斯克区的阿南伊夫市鎮負責管轄。該村始建於1918年，面積2.31平方公里，海拔高度97米，2001年人口616，人口密度每平方公里266.67人。